# 산타테레사델투이

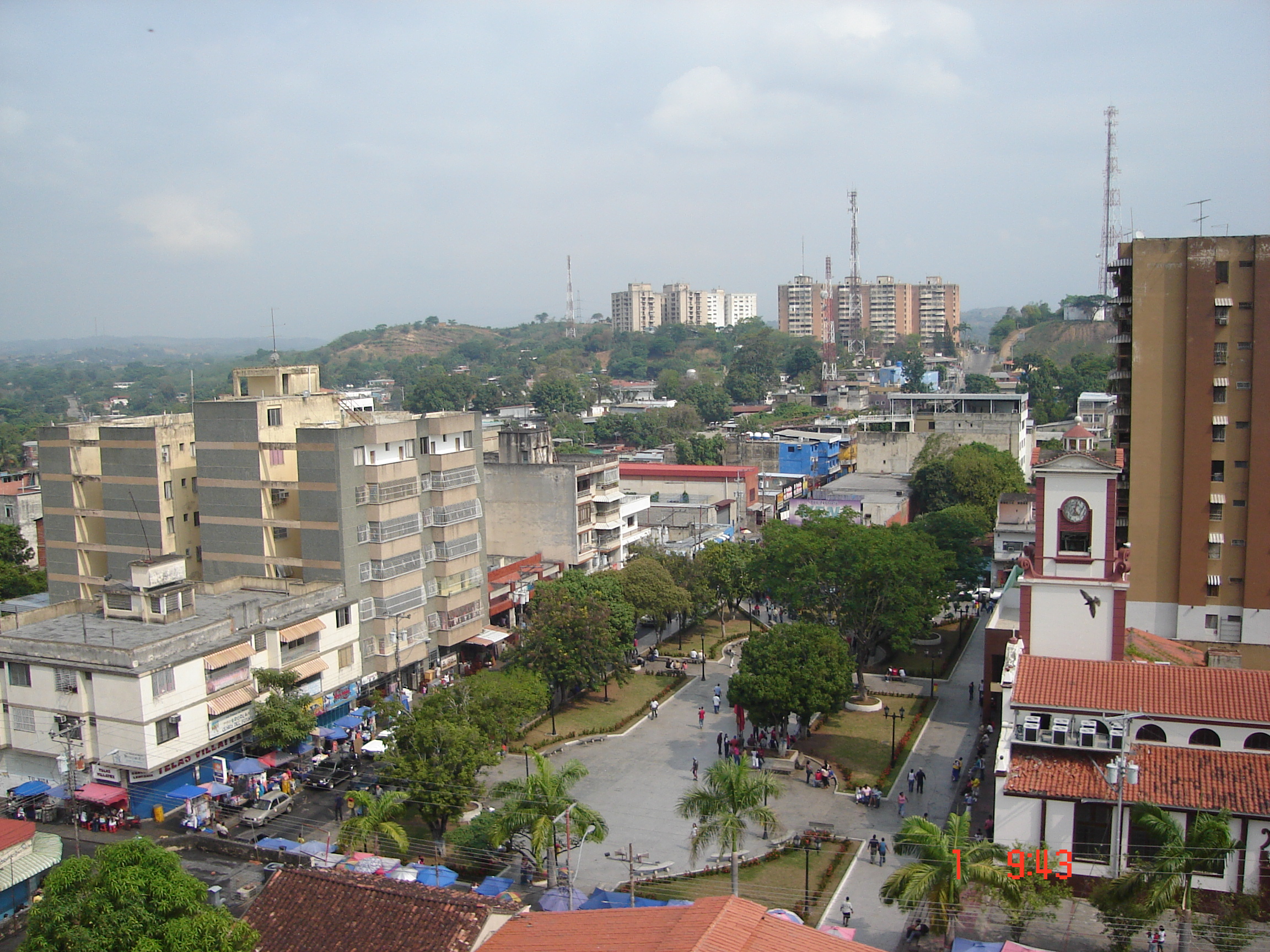
산타테레사델투이

산타테레사델투이(스페인어: Santa Teresa del Tuy)는 베네수엘라 미란다주의 도시로 인데펜덴시아 시의 행정 중심지이며 면적은 284km2, 높이는 160m, 인구는 260,899명(2005년 기준)이다. 1761년에 설립되었다.